# 亚历克斯·维罗
亚历克斯·维罗（法語：Alex Virot，1890年—1957年7月14日），法国体育记者。他曾代表法国参加1928年夏季奥林匹克运动会艺术比赛，获得一枚银牌。